# Pedro Herrera
Pedro María Herrera Sancristóbal, soprannominato Herrerita (Bilbao, 17 luglio 1959), è un ex calciatore spagnolo, di ruolo centrocampista. Dal 1993 è il segretario tecnico del Real Zaragoza.

## Biografia
Nacque a Bilbao nel quartiere Basurto-Zorrotza, dove trascorse l'infanzia e l'adolescenza prima di trasferirsi nel quartiere di Begoña.
Suo figlio Ander Herrera è anch'egli un calciatore professionista.

## Carriera
Iniziò a giocare nelle giovanili dell'Athletic Club, dove per la sua piccola statura fu soprannominato "Herrerita" . Successivamente passò all'Erandio, con cui ottenne la promozione dalla Preferente alla Segunda B . All'Erandio il suo fisico crebbe notevolmente e passò da 168 cm di altezza a 177 cm, aumentando anche il proprio peso di 10 kg .
Nella stagione 1981-1982 giocò con il Salamanca in Segunda División. La squadra ottenne la promozione in Primera División ed Herrera fu notato dal Real Zaragoza che lo ingaggiò a fine stagione.
Concluse la sua prima stagione in Aragona con 34 presenze e 6 gol, esordendo il 5 settembre 1982 in una partita vinta in casa per 2-0 contro il Real Betis.
Restò al Saragozza fino al 1988,  disputando 201 partite ufficiali e vincendo la Coppa del Re nella stagione 1985-1986. L'ultima partita giocata da Herrera con la maglia del club aragonese fu una sconfitta per 4-2 in casa del Barcellona, il 14 maggio 1988.
Nel 1988, svincolatosi dal Real Zaragoza, passò al Celta Vigo. Esordì alla prima giornata di campionato e disputò 18 partite segnando 3 reti. Il Celta concluse il campionato all'ottavo posto.
Prima dell'inizio della stagione 1989-1990 soffrì un infortunio al ginocchio e fu visitato dal dottore Genaro Borras, che gli diagnosticò un problema ai tendini e gli consigliò di ritirarsi per non rischiare di diventare invalido.
Così Herrera si ritirò e diventò segretario tecnico del club e ricevette 13 milioni di pesetas che avrebbe dovuto ricevere nelle due stagioni successive.
Fu segretario tecnico fino al 1993 quando passò Real Zaragoza per ricoprire lo stesso incarico.

## Palmarès

### Club

#### Competizioni nazionali
- Coppa di Spagna: 1

Real Saragozza: 1985-1986